# Bothria clarinigra
Bothria clarinigra là một loài ruồi trong họ Tachinidae.